# Décès en janvier 2024
Décès
- 2020
- 2021
- 2022
- 2023
- 2024
- 2025
- 2026
- 2027
- 2028

Pour une information complémentaire, voir la page d'aide.

| Date        | Nom                         | Activités | Âge | Source |
| ----------- | --------------------------- | --- | --- | ------ |
| 31 janvier  | Yvon Dallaire               | Psychologue et sexologue canadien. | 76  |        |
| 31 janvier  | Mario Levi                  | Écrivain turc. | 66  | (tr)   |
| 31 janvier  | Maria Musso                 | Athlète italienne spécialiste du 100 m et du 80 m haies.                                                                              | 92  | (it)   |
| 31 janvier  | Bertrand Puech              | Homme d'affaires et milliardaire français.                                                                                            | 87  |        |
| 31 janvier  | Alexeï Spirine              | Arbitre soviétique, de la CEI et russe de football.                                                                                   | 72  | (en)   |
| 30 janvier  | Abraham Terry               | Joueur britannique de rugby à XIII.                                                                                                   | 89  | (en)   |
| 30 janvier  | Annie Barois                | Médecin française, professeur des universités, pédiatre réanimateur, ancienne chef de service de réanimation de l’hôpital de Garches. | 94  |        |
| 30 janvier  | Hinton Battle               | Acteur américain. | 67  | (en)   |
| 30 janvier  | Jean Carnahan               | Femme politique et écrivaine américaine.                                                                                              | 90  | (en)   |
| 30 janvier  | Craig Chudy                 | Acteur américain. | 86  |        |
| 30 janvier  | Ellen Gilchrist             | Écrivaine américaine. | 88  | (en)   |
| 30 janvier  | Claude Raucy                | Écrivain et poète belge. | 84  |        |
| 30 janvier  | Chita Rivera                | Actrice, chanteuse et danseuse américaine.                                                                                            | 91  | (en)   |
| 30 janvier  | Jan de Rooy                 | Pilote de rallye néerlandais. | 80  |        |
| 30 janvier  | Orazio Schena               | Footballeur italo-belge. | 82  |        |
| 30 janvier  | Bognessan Arsène Yé         | Médecin et homme politique burkinabè.                                                                                                 | 66  |        |
| 29 janvier  | René d'Antoine              | Auteur-compositeur-interprète et réalisateur canadien.                                                                                | 84  |        |
| 29 janvier  | Hinako Ashihara             | Mangaka japonaise. | 50  | (ja)   |
| 29 janvier  | Hinton Battle               | Acteur, danseur et chanteur américain.                                                                                                | 67  | (en)   |
| 29 janvier  | Hans-Joachim Böttcher       | Historien allemand. | 76  | (de)   |
| 29 janvier  | Louis Colombani             | Homme politique français. | 92  |        |
| 29 janvier  | Séverine Foulon             | Athlète française. | 50  |        |
| 29 janvier  | Brian Griffin               | Photographe britannique. | 75  | (en)   |
| 29 janvier  | Satoshi Kirishima           | Terroriste japonais. | 70  | (en)   |
| 29 janvier  | Jandira Martini             | Actrice brésilienne. | 78  | (pt)   |
| 29 janvier  | Sandra Milo                 | Actrice italienne. | 90  | (it)   |
| 29 janvier  | Iskandar Safa               | Homme d'affaires franco-libanais. | 68  |        |
| 29 janvier  | Ugyen Tshering              | Homme politique bhoutanais. | 69  | (en)   |
| 28 janvier  | Jean-François Debaty        | Illustrateur, auteur de bande dessinée et de littérature jeunesse belge.                                                              | 59  | (en)   |
| 28 janvier  | Achim Müller                | Chimiste allemand spécialiste de chimie minérale et de chimie physique.                                                               | 86  | (de)   |
| 28 janvier  | Judith D. Sally             | Mathématicienne américaine. | 86  | (en)   |
| 28 janvier  | Luis Tejada                 | Footballeur international panaméen.                                                                                                   | 41  | (es)   |
| 27 janvier  | Annie Belle                 | Actrice et assistante sociale française.                                                                                              | 67  |        |
| 27 janvier  | Robert Demontigny           | Chanteur et animateur de télévision canadien.                                                                                         | 87  |        |
| 27 janvier  | Ricardo López               | Homme politique canadien. | 86  |        |
| 27 janvier  | Enrique Liporace            | Acteur argentin. | 82  | (es)   |
| 27 janvier  | Pierre Montlaur             | Joueur français de rugby à XV. | 60  |        |
| 27 janvier  | Lillebjørn Nilsen           | Chanteur de folk norvégien. | 73  |        |
| 26 janvier  | Dean Brown                  | Guitariste de jazz fusion et musicien de studio américain.                                                                            | 68  | (de)   |
| 26 janvier  | Henri Larriere              | Sculpteur français. | 88  |        |
| 26 janvier  | Goran Petrović              | Écrivain serbe. | 62  | (sr)   |
| 26 janvier  | Bernard Plongeron           | Prêtre catholique, enseignant-chercheur et historien français.                                                                        | 92  |        |
| 26 janvier  | Richard A. Parker           | Mathématicien et programmeur informatique britannique.                                                                                | 70  |        |
| 26 janvier  | Jean-Michel Quatrepoint     | Journaliste économique français. | 79  |        |
| 26 janvier  | Michael Watford             | Chanteur de musique house américain.                                                                                                  | 64  | (en)   |
| 25 janvier  | Ger Connolly                | Homme politique irlandais. | 86  | (en)   |
| 25 janvier  | Stanley G. Crawford         | Écrivain américain de roman policier.                                                                                                 | 86  | (en)   |
| 25 janvier  | Bat-Sheva Dagan             | Écrivaine israélienne, survivante des camps d’extermination.                                                                          | 98  | (he)   |
| 25 janvier  | Frédéric Edelmann           | Journaliste français, critique d’architecture, spécialiste de l’architecture contemporaine en Chine.                                  | 72  |        |
| 25 janvier  | Michel Hausser              | Vibraphoniste et accordéoniste français de jazz.                                                                                      | 96  |        |
| 25 janvier  | Alain Lestié                | Peintre et essayiste français. | 79  |        |
| 25 janvier  | Abasse Ndione               | Écrivain sénégalais. | 77  |        |
| 25 janvier  | Jean-Pierre Nonault         | Homme politique congolais. | 86  |        |
| 25 janvier  | Kenneth Eugene Smith        | Tueur à gages américain condamné à la peine de mort.                                                                                  | 58  |        |
| 25 janvier  | Ingrid Strobl               | Journaliste et écrivain autrichienne.                                                                                                 |     | (de)   |
| 25 janvier  | Klaus Thielmann             | Homme politique est-allemand puis allemand.                                                                                           | 90  | (de)   |
| 24 janvier  | Carl Andre                  | Peintre et sculpteur minimaliste américain.                                                                                           | 88  | (en)   |
| 24 janvier  | Gilles Charpentier          | Homme politique français. | 96  |        |
| 24 janvier  | Rod Holcomb                 | Réalisateur, scénariste et producteur de télévision américain.                                                                        | 80  | (en)   |
| 24 janvier  | Jesse Jane                  | Actrice pornographique et mannequin de charme américaine.                                                                             | 43  |        |
| 24 janvier  | N. Scott Momaday            | Écrivain américain. | 89  | (en)   |
| 23 janvier  | Jan Bogaert                 | Coureur cycliste belge. | 66  |        |
| 23 janvier  | Zoubeir Boughnia            | Footballeur tunisien. | 68  |        |
| 23 janvier  | Frank Farian                | Producteur musical et auteur-compositeur-interprète allemand.                                                                         | 82  |        |
| 23 janvier  | Charles Fried               | Juriste et avocat américain. | 88  | (en)   |
| 23 janvier  | Mohammad Ghobadlou          | Manifestant iranien exécuté. | 23  |        |
| 23 janvier  | David Kahn                  | Historien, mathématicien et journaliste américain.                                                                                    | 93  | (en)   |
| 23 janvier  | Melanie                     | Auteure-compositrice-interprète américaine.                                                                                           | 76  | (en)   |
| 23 janvier  | Giuliano Musiello           | Joueur de football italien. | 70  | (it)   |
| 23 janvier  | Jean Petit                  | Joueur puis entraîneur français de football.                                                                                          | 74  |        |
| 23 janvier  | Jean-Marie Villégier        | Metteur en scène français de théâtre et d'opéra.                                                                                      | 86  |        |
| 22 janvier  | Pierre Bordry               | Homme politique français. | 84  |        |
| 22 janvier  | Pierre Chassigneux          | Homme d'affaires et haut fonctionnaire français.                                                                                      | 82  |        |
| 22 janvier  | Elke Erb                    | Autrice et poétesse allemande. | 85  | (de)   |
| 22 janvier  | Gérard Ethève               | Homme d'affaires français. | 93  |        |
| 22 janvier  | Gary Graham                 | Acteur américain. | 73  | (en)   |
| 22 janvier  | Dexter King                 | Acteur américain. | 62  | (en)   |
| 22 janvier  | Lior Lubin                  | Joueur et entraîneur israélien de basket-ball.                                                                                        | 46  |        |
| 22 janvier  | Arno Allan Penzias          | Physicien américain. | 90  | (en)   |
| 22 janvier  | Anatoliy Polyvoda           | Joueur soviétique de basket-ball, champion et médaillé de bronze olympique (1968, 1972).                                              | 76  | (uk)   |
| 22 janvier  | Luigi Riva                  | Footballeur italien. | 79  |        |
| 21 janvier  | Maciej Chojnacki            | Joueur de basket-ball polonais. | 81  | (pl)   |
| 21 janvier  | Mokhtar Hasni               | Footballeur tunisien. | 71  |        |
| 21 janvier  | Thomas Hussey               | Homme politique irlandais. | 87  | (en)   |
| 21 janvier  | Roger Rogerson              | Policier et trafiquant de drogue australien.                                                                                          | 83  | (en)   |
| 20 janvier  | Choe Thae-bok               | Homme politique nord-coréen. | 93  |        |
| 20 janvier  | Piedad Córdoba              | Avocate et femme politique colombienne, membre du Parti libéral colombien.                                                            | 68  | (es)   |
| 20 janvier  | Alain De Kuyssche           | Journaliste, rédacteur en chef, romancier et scénariste de bande dessinée belge.                                                      | 77  | (nl)   |
| 20 janvier  | David Emge                  | Acteur américain. | 77  | (en)   |
| 20 janvier  | Herbert Glejser             | Économiste belge. | 86  |        |
| 20 janvier  | Jean Glibert                | Artiste belge. | 85  |        |
| 20 janvier  | Jacques Guhl                | Écrivain, poète et joueur de football suisse.                                                                                         | 101 |        |
| 20 janvier  | Nicholas Higham             | Mathématicien britannique. | 62  | (en)   |
| 20 janvier  | Norman Jewison              | Acteur, producteur et réalisateur canadien.                                                                                           | 97  | (en)   |
| 20 janvier  | Abbès Jirari                | Homme politique marocain. | 86  |        |
| 20 janvier  | Arezki Larbi                | Peintre algérien. | 68  |        |
| 20 janvier  | Pietro Omodeo               | Biologiste italien. | 104 | (it)   |
| 20 janvier  | John Tomlinson              | Homme politique du parti travailliste britannique.                                                                                    | 84  | (en)   |
| 20 janvier  | Jean Vaillant               | Athlète de fond français. | 91  |        |
| 19 janvier  | Graham Bright               | Homme politique et homme d'affaires britannique.                                                                                      | 81  | (en)   |
| 19 janvier  | Jack Burke Jr.              | Golfeur américain. | 100 | (en)   |
| 19 janvier  | Lance Larson                | Nageur américain, champion et médaillé d'argent aux Jeux olympiques d'été de 1960.                                                    | 83  | (en)   |
| 19 janvier  | Lee Doo-yong                | Réalisateur et scénariste sud-coréen.                                                                                                 | 81  | (ko)   |
| 19 janvier  | Ewa Podleś                  | Artiste lyrique polonaise. | 71  | (en)   |
| 19 janvier  | Marlena Shaw                | Chanteuse américaine. | 81  | (en)   |
| 19 janvier  | Yves St-Denis               | Homme d'affaires et homme politique canadien.                                                                                         | 60  |        |
| 19 janvier  | Robert Whitman              | Artiste américain. | 88  | (en)   |
| 19 janvier  | Klaus Wunder                | Footballeur allemand. | 73  | (de)   |
| 18 janvier  | Donald Adamson              | Historien et biographe britannique.                                                                                                   | 84  | (en)   |
| 18 janvier  | Jean Brismée                | Réalisateur belge de cinéma, auteur de films documentaires et fantastiques.                                                           | 97  |        |
| 18 janvier  | Gabriel Fumet               | Flûtiste français. | 86  |        |
| 18 janvier  | Mohamed Ghozzi              | Poète et critique littéraire tunisien.                                                                                                | 74  |        |
| 18 janvier  | Giovanni Giudici            | Évêque catholique italien. | 83  | (it)   |
| 18 janvier  | Josef Haas                  | Fondeur suisse, médaillé de bronze aux Jeux olympiques d'hiver de 1968.                                                               | 86  | (it)   |
| 18 janvier  | Alan Mills                  | Joueur britannique de tennis. | 88  | (en)   |
| 18 janvier  | Ivan Moody                  | Compositeur britannique. | 59  | (en)   |
| 18 janvier  | Cecilia Ogwal               | Parlementaire ougandaise. | 77  | (en)   |
| 18 janvier  | Slim Pezin                  | Guitariste, arrangeur et chef d'orchestre français.                                                                                   | 78  |        |
| 18 janvier  | Silent Servant              | DJ et producteur de musique techno américain.                                                                                         | 46  | (en)   |
| 18 janvier  | Hausi Straub                | Compositeur et accordéoniste suisse.                                                                                                  | 95  |        |
| 18 janvier  | Trini Tinturé               | Dessinatrice de bande dessinée et illustratrice espagnole.                                                                            | 88  | (ca)   |
| 17 janvier  | Shawnacy Barber             | Athlète canadien. | 29  |        |
| 17 janvier  | Jean-Michel Barrault        | Journaliste, écrivain et éditorialiste français.                                                                                      | 96  |        |
| 17 janvier  | Philippe Blatter            | Militaire et un instructeur militaire français.                                                                                       | 74  |        |
| 17 janvier  | Al Cantello                 | Athlète américain, spécialiste du lancer du javelot.                                                                                  | 92  | (en)   |
| 17 janvier  | Günter Figal                | Philosophe allemand. | 74  | (de)   |
| 17 janvier  | Anthony Gobert              | Pilote de moto australien. | 48  |        |
| 17 janvier  | Knut Hjeltnes               | Athlète norvégien, spécialiste du lancer du disque.                                                                                   | 72  | (no)   |
| 17 janvier  | Serge Laprade               | Chanteur et animateur de radio et de télévision canadien.                                                                             | 83  |        |
| 17 janvier  | Tony Lloyd                  | Homme politique britannique. | 73  | (en)   |
| 17 janvier  | Annik Mahaim                | Écrivaine, journaliste, féministe et historienne suisse.                                                                              | 72  |        |
| 17 janvier  | David L. Mills              | Professeur d'informatique américain.                                                                                                  | 85  | (en)   |
| 17 janvier  | Dejan Milojević             | Joueur puis entraîneur serbe de basket-ball.                                                                                          | 46  |        |
| 17 janvier  | Bennie Muller               | Joueur de football international néerlandais.                                                                                         | 85  | (nl)   |
| 17 janvier  | Patrick Reumaux             | Écrivain, poète, traducteur et mycologue français.                                                                                    | 82  |        |
| 17 janvier  | Jurij Souček                | Acteur yougoslave puis slovène. | 94  | (sl)   |
| 17 janvier  | Willy Truye                 | Cycliste sur route belge. | 89  | (nl)   |
| 16 janvier  | José Agustín                | Écrivain, journaliste et réalisateur mexicain.                                                                                        | 79  | (es)   |
| 16 janvier  | Jean-Baptiste Bokam         | Homme politique camerounais. | 72  |        |
| 16 janvier  | Ottavio Dazzan              | Coureur cycliste naturalisé italien.                                                                                                  | 66  | (it)   |
| 16 janvier  | Hans Feurer                 | photographe de mode suisse. | 84  |        |
| 16 janvier  | Laurie Johnson              | Compositeur britannique. | 96  | (en)   |
| 16 janvier  | Peter Schickele             | Compositeur américain. | 88  | (en)   |
| 16 janvier  | Sergio Sebastiani           | Cardinal italien. | 92  |        |
| 16 janvier  | Jacques Teulet              | Peintre français. | 74  |        |
| 16 janvier  | Lise Thiry                  | Virologue belge. | 102 |        |
| 16 janvier  | Vaino Väljas                | Homme politique soviétique et estonien.                                                                                               | 92  | (et)   |
| 16 janvier  | Luis Felipe Zegarra         | Prêtre et théologien catholique péruvien.                                                                                             | 85  | (es)   |
| 16 janvier  | Lahcen Zinoun               | Danseur, chorégraphe et réalisateur marocain.                                                                                         | 79  |        |
| 15 janvier  | Jérôme Carlos               | Écrivain, historien et journaliste béninois.                                                                                          | 79  |        |
| 15 janvier  | Alain Connan                | Commandant de bord et écologiste français.                                                                                            | 90  |        |
| 15 janvier  | Dana Ghia                   | Actrice italienne. | 91  | (it)   |
| 15 janvier  | Reid Harrison               | Scénariste et producteur américain.                                                                                                   | 65  | (en)   |
| 15 janvier  | Yoshiyuki Maruyama          | Arbitre japonais de football. | 92  | (ja)   |
| 15 janvier  | William O'Connell           | Acteur américain. | 94  | (en)   |
| 15 janvier  | Uno Palu                    | Athlète estonien, représentant l'Union soviétique, spécialiste du décathlon.                                                          | 90  |        |
| 15 janvier  | Albert Sejnera              | Footballeur français. | 85  |        |
| 15 janvier  | Abderrahmane Zitouni        | Footballeur international algérien.                                                                                                   | 54  |        |
| 14 janvier  | Ricardo Alós                | Footballeur espagnol. | 92  | (es)   |
| 14 janvier  | Christophe Boesch           | Primatologue franco-suisse. | 72  | (en)   |
| 14 janvier  | Emilio Casalini             | Coureur cycliste italien. | 82  | (it)   |
| 14 janvier  | Margaret Crosland           | Patineuse artistique canadienne. | 84  | (en)   |
| 14 janvier  | Karl-Heinz Ohlig            | Islamologue allemand. | 85  | (de)   |
| 14 janvier  | Magda Paulányi              | Athlète hongroise, spécialiste du lancer du javelot.                                                                                  | 78  | (hu)   |
| 14 janvier  | Tom Purdom                  | Écrivain américain de science-fiction.                                                                                                | 87  | (en)   |
| 14 janvier  | Lev Rubinstein              | Poète et essayiste russe. | 76  |        |
| 14 janvier  | Raema Lisa Rumbewas         | Haltérophile indonésienne, multiple médaillée olympique (2000, 2004, 2008).                                                           | 43  | (en)   |
| 14 janvier  | Elisabeth Trissenaar        | Actrice autrichienne. | 79  | (de)   |
| 14 janvier  | Howard Waldrop              | Écrivain américain de science-fiction.                                                                                                | 77  | (en)   |
| 13 janvier  | Jean-Jacques Bénetière      | Homme politique français. | 84  |        |
| 13 janvier  | Bernard Descôteaux          | Journaliste canadien. | 77  |        |
| 13 janvier  | Moe L'Abbé                  | Joueur de hockey sur glace québécois.                                                                                                 | 76  | (en)   |
| 13 janvier  | Stephen Laybutt             | Footballeur australien. | 46  |        |
| 13 janvier  | Enzo Moscato                | Acteur italien. | 75  | (it)   |
| 13 janvier  | Louis Roquin                | Compositeur et plasticien français.                                                                                                   | 82  |        |
| 13 janvier  | Sigi Rothemund              | Réalisateur et scénariste allemand.                                                                                                   | 79  | (de)   |
| 13 janvier  | Tom Shales                  | Critique de télévision et journaliste américain.                                                                                      | 79  | (en)   |
| 13 janvier  | Jo-El Sonnier               | Auteur-compositeur-interprète américain.                                                                                              | 77  | (en)   |
| 13 janvier  | Gunther Stilling            | Sculpteur allemand. | 80  | (de)   |
| 13 janvier  | Jean Sylla                  | Homme politique français. | 94  |        |
| 13 janvier  | Romuald Twardowski          | Compositeur polonais. | 93  | (pl)   |
| 12 janvier  | Amir Bhatia                 | Homme d'affaires et homme politique britannique.                                                                                      | 91  | (en)   |
| 12 janvier  | Richard Bukacki             | Coureur cycliste néerlandais. | 77  | (nl)   |
| 12 janvier  | Bill Hayes                  | Acteur et musicien américain. | 98  | (en)   |
| 12 janvier  | Hans Huber                  | Boxeur allemand, médaillé d'argent aux Jeux olympiques d'été de 1964.                                                                 | 90  | (de)   |
| 12 janvier  | Guennadi Iakovlev           | Botaniste soviétique puis russe. | 85  | (ru)   |
| 12 janvier  | Jacques Lefèvre             | Escrimeur français armé du sabre. | 95  |        |
| 12 janvier  | Gonzalo Lira                | Journaliste, romancier, blogueur, cinéaste et documentariste américain.                                                               | 55  | (en)   |
| 12 janvier  | Pierre Mailloux             | Psychiatre et polémiste canadien-français.                                                                                            | 74  |        |
| 12 janvier  | Sekou Odinga                | Activiste américain de la cause nationaliste noire.                                                                                   | 79  | (en)   |
| 12 janvier  | Wolfgang Wickler            | Zoologiste et éthologue allemand. | 92  | (de)   |
| 11 janvier  | Laurence Badie              | Actrice française. | 95  | (fr)   |
| 11 janvier  | Ed Broadbent                | Homme politique canadien. | 87  |        |
| 11 janvier  | Bruno Ducol                 | Compositeur français. | 74  |        |
| 11 janvier  | April Ferry                 | Costumière américaine. | 91  | (en)   |
| 11 janvier  | Alain Hautecœur             | Homme politique et un avocat français.                                                                                                | 83  |        |
| 11 janvier  | Guy Janvier                 | Homme politique français. | 75  |        |
| 11 janvier  | Jean-Luc Laurent            | Homme politique français. | 66  |        |
| 11 janvier  | Azzedine Meguellatti        | Entraîneur franco-algérien de football.                                                                                               | 63  |        |
| 11 janvier  | Iouri Solomine              | Acteur soviétique puis russe. | 88  | (en)   |
| 11 janvier  | Louis-Claude Thirion        | Pianiste classique français. | 88  |        |
| 10 janvier  | César Alierta               | Avocat et homme d'affaires espagnol.                                                                                                  | 78  | (es)   |
| 10 janvier  | Marat Baglaï                | Homme politique russe. | 92  | (ru)   |
| 10 janvier  | Terry Bisson                | Écrivain de science-fiction américain.                                                                                                | 81  | (en)   |
| 10 janvier  | Tisa Farrow                 | Actrice américaine. | 72  |        |
| 10 janvier  | Paul Günter                 | Homme politique suisse. | 80  | (de)   |
| 10 janvier  | Jennell Jaquays             | Conceptrice de jeux américaine. | 67  | (en)   |
| 10 janvier  | Louis Le Pensec             | Homme politique français. | 87  |        |
| 10 janvier  | Janusz Majewski             | Réalisateur et scénariste polonais.                                                                                                   | 92  | (pl)   |
| 10 janvier  | Tamara Milachkina           | Soprano soviétique et russe. | 89  |        |
| 10 janvier  | Nono Monzuluku              | Musicien congolais. | 64  |        |
| 10 janvier  | Conrad E. Palmisano         | Acteur et réalisateur américain. | 75  | (en)   |
| 9 janvier   | Miklós Benedek              | Acteur de théâtre et de cinéma, metteur en scène de théâtre et acteur de doublage hongrois.                                           | 77  | (hu)   |
| 9 janvier   | Jean Céa                    | Mathématicien français. | 91  |        |
| 9 janvier   | Agnes Asangalisa Chigabatia | Femme politique ghanéenne. | 67  | (en)   |
| 9 janvier   | Thierry Desmarest           | Chef d'entreprise français. | 78  |        |
| 9 janvier   | Edward Jay Epstein          | Journaliste américain. | 88  | (en)   |
| 9 janvier   | Fernando García Ramos       | Poète et sculpteur espagnol. | 92  | (es)   |
| 9 janvier   | Frédéric Guirma             | Diplomate, écrivain et homme politique burkinabé.                                                                                     | 92  |        |
| 9 janvier   | James Kottak                | Batteur américain. | 61  |        |
| 9 janvier   | Philippe Kpodzro            | Homme d'Église togolais. | 93  |        |
| 9 janvier   | Jean-Paul Piérot            | Journaliste français. | 71  |        |
| 9 janvier   | Cédric Rosalen              | Joueur français de rugby à XV. | 43  |        |
| 9 janvier   | Digby Smith                 | Historien militaire britannique, particulièrement connu pour ses contributions sur les guerres napoléoniennes.                        | 89  | (en)   |
| 9 janvier   | Hugues Vincent              | Violoncelliste et compositeur français.                                                                                               | 49  |        |
| 9 janvier   | Kai Wiedenhöfer             | Photographe allemand. | 57  | (de)   |
| 8 janvier   | Wissam al-Tawil             | Combattant libanais et commandant supérieur de la force Radwan du Hezbollah.                                                          |     | (en)   |
| 8 janvier   | Carl-Erik Asplund           | Patineur de vitesse suédois, médaillé de bronze aux Jeux olympiques d'hiver de 1952.                                                  | 100 | (su)   |
| 8 janvier   | Normand de Bellefeuille     | Poète, romancier et écrivain canadien.                                                                                                | 74  |        |
| 8 janvier   | Guy Bonnet                  | Auteur-compositeur-interprète et pianiste français.                                                                                   | 81  |        |
| 8 janvier   | Adan Canto                  | Acteur mexicain. | 42  | (en)   |
| 8 janvier   | Rolf Gerber                 | Bobeur suisse | 93  | (de)   |
| 8 janvier   | Paul-Armand Gette           | Sculpteur, photographe plasticien et écrivain français.                                                                               | 96  |        |
| 8 janvier   | Tchinguiz Huseynov          | Écrivain, critique littéraire, traducteur soviétique et azerbaïdjanais.                                                               | 94  | (az)   |
| 8 janvier   | Frans Janssens              | Footballeur international belge. | 78  |        |
| 8 janvier   | Mark Kharitonov             | Romancier, essayiste et poète soviétique puis russe.                                                                                  | 86  | (ru)   |
| 8 janvier   | François de Lanfranchi      | Archéologue français. | 97  |        |
| 8 janvier   | Phill Niblock               | Compositeur, cinéaste et vidéaste américain.                                                                                          | 90  | (en)   |
| 8 janvier   | Gonzalo García Núñez        | Économiste péruvien. | 76  | (es)   |
| 8 janvier   | Ventura Pons                | Réalisateur catalan. | 78  | (es)   |
| 8 janvier   | Gian Franco Reverberi       | Compositeur italien. | 89  | (it)   |
| 8 janvier   | Bohdan Shershun             | Footballeur international ukrainien.                                                                                                  | 42  | (en)   |
| 8 janvier   | JPR Williams                | Joueur de rugby à XV gallois. | 74  | (en)   |
| 7 janvier   | Alessandro Argenton         | Cavalier italien, médaillé d'argent aux Jeux olympiques d'été de 1972.                                                                | 86  | (it)   |
| 7 janvier   | Franz Beckenbauer           | Footballeur international allemand.                                                                                                   | 78  | (de)   |
| 7 janvier   | Menachem Daum               | Cinéaste, documentaliste juif orthodoxe américain.                                                                                    | 77  | (en)   |
| 7 janvier   | Georges Ferdinandy          | Écrivain hongrois. | 88  | (hu)   |
| 7 janvier   | Barton Jahncke              | Skipper américain, champion aux Jeux olympiques d'été de 1968.                                                                        | 84  | (en)   |
| 7 janvier   | André Ludwig                | Supercentenaire français. | 111 |        |
| 7 janvier   | Mateusz Rutkowski           | Sauteur à ski polonais. | 37  | (pl)   |
| 6 janvier   | Anaconda                    | Journaliste ivoirien. | ?   |        |
| 6 janvier   | Roy Calne                   | Médecin, chirurgien et professeur d'université britannique.                                                                           | 93  | (en)   |
| 6 janvier   | Henri Cappetta              | Ichtyologue français. | 77  |        |
| 6 janvier   | Kurt W. Forster             | Historien suisse de l'architecture.                                                                                                   | 89  | (en)   |
| 6 janvier   | Joseph Owona                | Homme politique et juriste camerounais.                                                                                               | 78  |        |
| 6 janvier   | Anton Pain Ratu             | Prélat indonésien. | 94  | (en)   |
| 6 janvier   | Sabetai Unguru              | Historien des mathématiques et des sciences israélien.                                                                                | 93  | (he)   |
| 5 janvier   | Christian Béguerie          | Joueur français de rugby à XV. | 68  |        |
| 5 janvier   | Joseph Lelyveld             | Journaliste américain. | 86  | (en)   |
| 5 janvier   | Herbert Linge               | Pilote automobile allemand. | 95  | (de)   |
| 5 janvier   | Bernard Malgrange           | Mathématicien français. | 95  |        |
| 5 janvier   | Gaston Marcotte             | Professeur québécois. | 89  |        |
| 5 janvier   | Brian McConnachie           | Scénariste et acteur américain. | 81  | (en)   |
| 5 janvier   | Del Palmer                  | Bassiste britannique. | 71  | (en)   |
| 5 janvier   | Vinod Patel                 | Entrepreneur et homme politique fidjien.                                                                                              | 84  | (en)   |
| 5 janvier   | Jean-Marie Rausch           | Homme politique français. | 94  |        |
| 5 janvier   | Nicholas Rescher            | Philosophe américain. | 95  | (en)   |
| 5 janvier   | Robert Rosenthal            | Psychologue américain. | 90  | (en)   |
| 5 janvier   | Giulio Santagata            | Homme politique italien. | 74  | (it)   |
| 5 janvier   | Oleksandr Tkatchenko        | Homme politique ukrainien. | 84  | (uk)   |
| 5 janvier   | Mário Zagallo               | Footballeur international brésilien puis entraîneur et plusieurs fois sélectionneur.                                                  | 92  |        |
| 4 janvier   | Felicia Abban               | Photographe ghanéenne. | 87  | (en)   |
| 4 janvier   | Jacques Baynac              | Historien, romancier, documentariste et scénariste français.                                                                          | 84  |        |
| 4 janvier   | Alexandre Bourmeyster       | Professeur émérite d'Études Slaves de l’Université Stendhal Grenoble 3.                                                               | 93  |        |
| 4 janvier   | Fred Chappell               | Écrivain américain. | 87  | (en)   |
| 4 janvier   | Raymond Elena               | Coureur cycliste français. | 92  |        |
| 4 janvier   | Georgina Hale               | Actrice britannique. | 80  | (en)   |
| 4 janvier   | Glynis Johns                | Actrice, chanteuse et danseuse britannique.                                                                                           | 100 | (en)   |
| 4 janvier   | Nancy Mackay                | Athlète canadienne, médaillée de bronze aux Jeux olympiques d'été de 1948.                                                            | 101 | (en)   |
| 4 janvier   | Christian Oliver            | Acteur allemand. | 51  | (en)   |
| 4 janvier   | Rosa Maria Reyes            | Joueuse de tennis mexicaine. | 84  | (es)   |
| 4 janvier   | Mushtaq Talib al-Saïdi      | Chef militaire irakien. | 43  | (ar)   |
| 4 janvier   | Kishin Shinoyama            | Photographe japonais. | 83  | (en)   |
| 4 janvier   | David Soul                  | Acteur, chanteur, compositeur et interprète américano-britannique.                                                                    | 80  | (en)   |
| 4 janvier   | Tracy Tormé                 | Scénariste et producteur américain.                                                                                                   | 64  | (en)   |
| 4 janvier   | John White                  | Compositeur britannique de musique expérimentale.                                                                                     | 87  | (en)   |
| 4 janvier   | Tomonobu Yokoyama           | Footballeur japonais. | 38  |        |
| 3 janvier   | Mimi Belmonte               | Femme médecin et pédiatre canadienne.                                                                                                 | 97  |        |
| 3 janvier   | Frédéric Bluche             | Historien du droit français. | 73  |        |
| 3 janvier   | Lillian Crombie             | Actrice et danseuse aborigène australienne.                                                                                           | 66  | (en)   |
| 3 janvier   | Germana Dominici            | Actrice italienne. | 77  | (it)   |
| 3 janvier   | Kunihiko Muroi              | Homme politique japonais. | 76  | (ja)   |
| 3 janvier   | Bernard Ducuing             | Footballeur français. | 73  |        |
| 3 janvier   | René Metge                  | Pilote automobile français. | 82  |        |
| 2 janvier   | Saleh al-Arouri             | Homme politique palestinien, membre du Hamas.                                                                                         | 57  |        |
| 2 janvier   | Sartaj Aziz                 | Diplomate, homme politique et économiste pakistanais.                                                                                 | 94  | (en)   |
| 2 janvier   | Alberto Festa               | Footballeur international portugais.                                                                                                  | 84  | (pt)   |
| 2 janvier   | Attila Futaki               | Dessinateur, peintre et scénariste hongrois.                                                                                          | 39  | (hu)   |
| 2 janvier   | Frank Kitson                | Général de l'armée britannique. | 97  | (en)   |
| 2 janvier   | Osvaldo Lara                | Athlète cubain. | 68  | (es)   |
| 2 janvier   | Brian Lumley                | Écrivain de fantastique, spécialisé dans l'horreur.                                                                                   | 86  | (en)   |
| 2 janvier   | Rizal Ramli                 | Homme politique et économiste indonésien.                                                                                             | 69  | (id)   |
| 2 janvier   | Daniel Revenu               | Escrimeur français, champion et médaillé de bronze olympique (1964, 1968, 1972, 1976).                                                | 81  |        |
| 2 janvier   | René Roothooft              | Pongiste français. | 94  |        |
| 2 janvier   | Matisyahu Salomon           | Rabbin haredi américain. | 86  | (en)   |
| 2 janvier   | Carmen Valero               | Athlète espagnole spécialiste du cross-country.                                                                                       | 68  | (en)   |
| 2 janvier   | Rafael Valle                | Joueur portoricain de basket-ball. | 85  | (es)   |
| 2 janvier   | Zvi Zamir                   | Directeur du Mossad de 1968 à 1973.                                                                                                   | 98  | (en)   |
| 1er janvier | Adaora Adimora              | Médecin, épidémiologiste et chercheuse américaine.                                                                                    | 67  | (en)   |
| 1er janvier | Riad al-Turk                | Homme politique syrien. | 93  | (ar)   |
| 1er janvier | James Herbert Brennan       | Écrivain britannique. | 83  |        |
| 1er janvier | Khemaïs Chammari            | Homme politique, défenseur des droits de l'homme et diplomate tunisien.                                                               | 81  |        |
| 1er janvier | Ole Daniel Enersen          | Alpiniste, journaliste, écrivain et historien de la médecine norvégien.                                                               | 80  | (no)   |
| 1er janvier | David Kunzle                | Historien de l'art britannique spécialiste de la bande dessinée.                                                                      | 87  | (en)   |
| 1er janvier | Peter Magubane              | Photographe sud-africain. | 91  | (en)   |
| 1er janvier | Jack O'Connell              | Écrivain américain. | 64  | (en)   |
| 1er janvier | Oscar Ortubé                | Arbitre de football bolivien. | 79  | (es)   |
| 1er janvier | Basdeo Panday               | Acteur et homme politique trinidadien.                                                                                                | 90  | (en)   |
| 1er janvier | Vincent Pinel               | Cinéaste, monteur et historien français.                                                                                              | 86  |        |
| 1er janvier | David J. Skal               | Écrivain américain. | 71  | (en)   |
| 1er janvier | Niklaus Wirth               | Professeur d'informatique suisse. | 89  |        |